# EXSLT
EXSLT (Extensions to Extensible Stylesheet Language Transformations) — общественная инициатива по созданию расширений для XSLT, придающих бо́льшую функциональность языку трансформаций. Образцами расширений являются математические функции (генерация случайного числа), работа с датами, расширенные операции со строками и регулярными выражениями.

## Пример
Ниже показано использование расширения random.
```
<xsl:stylesheet
 
version=
"1.0"

                
xmlns:xsl=
"http://www.w3.org/1999/XSL/Transform"

                
xmlns:random=
"http://exslt.org/random"

                
extension-element-prefixes=
"random"
>

<xsl:import
 
href=
"random.xsl"
 
/>

<xsl:call-template
 
name=
"random:random-sequence"
>

      
<xsl:with-param
 
name=
"numberOfItems"
 
select=
"number"
 
/>

      
<xsl:with-param
 
name=
"seed"
 
select=
"number"
 
/>

</xsl:call-template>

              

</xsl:stylesheet>

```